# Objektmikrometer

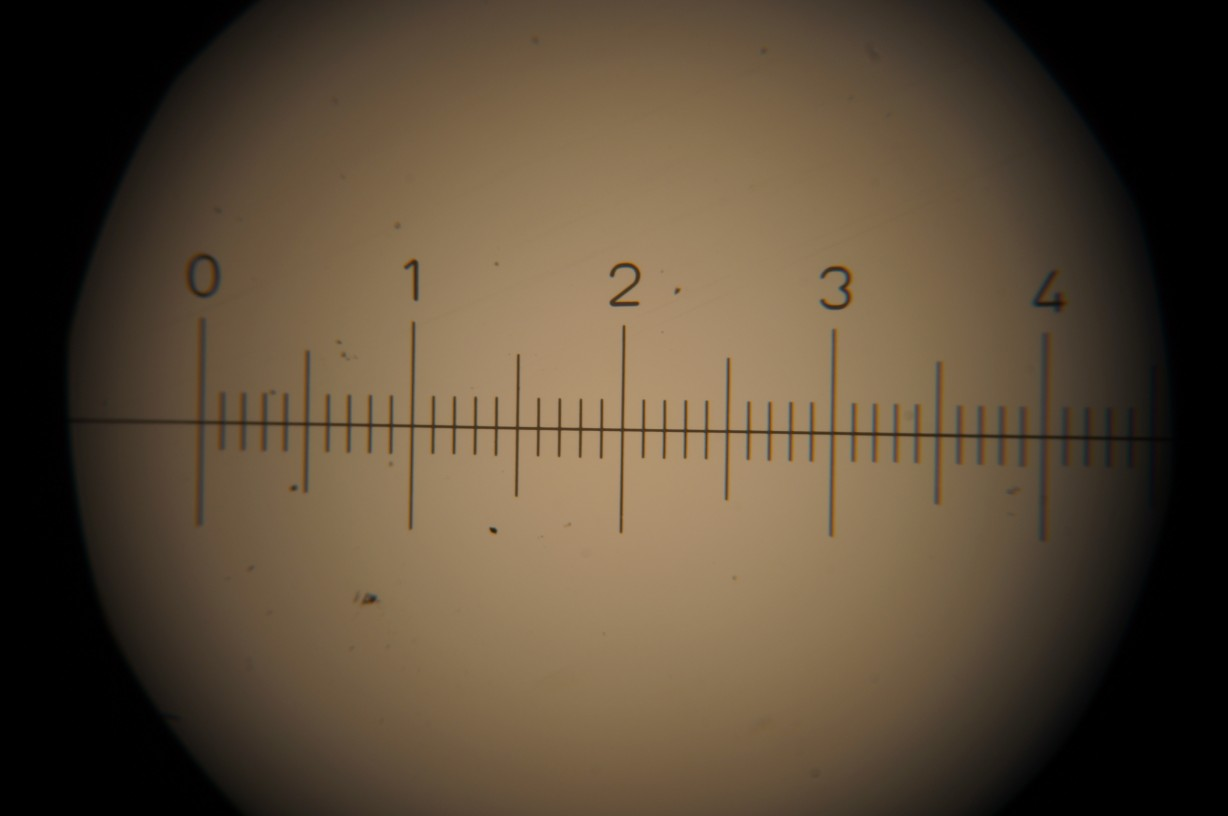
Ein Objektmikrometer bei geringer mikroskopischer Vergrößerung (4x Objektiv). Das sichtbare Feld hat einen Durchmesser von etwa 0,5 mm.

Ein Objektmikrometer ist ein Mikrometer zur Längenbestimmung in der Lichtmikroskopie. 
Es hat auf einem Objektträger eine Längenskala aufgebracht, auf die wiederum ein Deckglas montiert ist. Die Längenskala ist meist 1 mm lang und in 100 gleich große Abschnitte unterteilt, so dass ein Abschnitt einer Länge von 10 µm entspricht. Es gibt auch Objektmikrometer, bei denen 2 mm in 200 Abschnitte unterteilt sind.
Das Objektmikrometer heißt so, weil es an Stelle eines Objektes, dem Präparat auf dem Objektträger, auf den Objekttisch gelegt wird.
Es wird verwendet, um die Vergrößerung eines Mikroskops mit einem bestimmten Objektiv genau zu bestimmen. Beispielsweise kann mit seiner Hilfe der Abstand zwischen zwei Skalenstrichen in der Okularskala (Okularmikrometer) eines Mikrometerokulars genau bestimmt werden. Dieser Abstand wird als Mikrometerwert bezeichnet. Wenn x Intervalle des Objektmikrometers genau z Intervallen der Okularskala entsprechen, kann der Mikrometerwert mit der Formel MW = (x•y)/z berechnet werden, wobei y die Intervall-Länge des Objektmikrometers ist.
Für digitale Kameras bzw. deren Bilder kann mit Hilfe eines Objektmikrometers festgestellt werden, welcher Abstand im Objekt (z. B. 10 µm) wie vielen Bildpunkten (Pixeln) entspricht.
Statt eines Objektmikrometers kann für diese Zwecke auch ein anderes Objekt mit genau bekannten Größenverhältnissen eingesetzt werden, beispielsweise ein USAF 1951 Test Target.

## Quelle
- Dieter Gerlach: Das Lichtmikroskop. Eine Einführung in Funktion, Handhabung und Spezialverfahren für Mediziner und Biologen. Georg Thieme Verlag, Stuttgart 1976, ISBN 3-13-530301-2, S. 221 - 222.